# Pandatsang Rapga
Pandatsang Rapga (1902 - 26 februari 1976) was in de eerste helft van de 20ste eeuw een Tibetaans revolutionair, die grote veranderingen in Tibet nastreefde.

## Achtergrond
Rapga behoorde tot een tak van de omvangrijke familieclan van de Pandatsang's, een clan die afkomstig was uit Kham. Hij was een groot vriend van de ook uit Kham afkomstige Thubten Kunphela. Mede uit woede over de val van Kunphela na de dood van de dertiende dalai lama, Thubten Gyatso  organiseerde Ragpa  in 1934 een opstand tegen deTibetaanse regering in het door hen gecontroleerde westelijk deel van Kham (Dat was circa een derde deel van geheel Kham).
Hij deed dat in de overtuiging, dat de vele uit Kham afkomstige monniken in de grote kloosters nabij Lhasa hem daarbij zouden ondersteunen. De Tibetaanse regering wist echter die opstand in dat deel van Kham neer te slaan. De residentie van de familieclan in Lhasa, beheerd door de broer van Ragpa, Pandatsing Togbye,  werd verbeurd verklaard. Daarna vonden er wel onderhandelingen plaats.  De reden was dat de familieclan de belangrijkste exporteur van Tibetaans wol naar het buitenland was en op die wijze omvangrijke regeringsfondsen kon beïnvloeden. Als gevolg van het resultaat van die onderhandelingen werden de leden van de familieclan niet verder vervolgd.

## De Verbeteringspartij Tibet
In 1935 vertrok Rapga naar India. Enige tijd later ging hij naar Chongqing, op dat moment een van de belangrijkste steden in handen van de Kwomingtang. Hij kreeg daar een functie bij het Bureau van Tibetaanse en Mongoolse Zaken van de Kwomingtang. In 1939 vertrok hij weer en vestigde zich opnieuw in India, in Kalimpong.
Hij sticht daar de Verbeteringspartij Tibet, waarbij zich Gendün Chöpel en de uit verbanning gevluchte Thubten Kunphela en de dichter Canlocen aansluiten. De partij beschouwde de toenmalige regeringsstructuur van Tibet als volstrekt verouderd. Het had niet zozeer een volkomen andere sociale orde als doel, maar beoogde vooral een meer seculiere regeringsvorm waarin veel meer aandacht zou zijn voor verbetering van infrastructuur, zoals bijvoorbeeld introductie van meer technologie, beter onderwijs en een modern en staand leger.
Met name Rapga was sterk beïnvloed door de ideeën van Sun Yat-sen. Hij geloofde dat verandering in Tibet alleen mogelijk zou zijn op een wijze die vergelijkbaar was met het eind van de Qing-dynastie in China. Hij nam dan ook de theorie en ideeën van de Kwomintang als uitgangspunt voor het door hem gewenste model voor Tibet.
De partij en de leden werden ook financieel onderhouden door de Kwomingtang en de familieclan van de Pandatsang. Het standpunt van de partij verschoof uiteindelijk naar een model waarin de door hen gewenste toekomst van Tibet alleen te bereiken zou zijn in de vorm van een autonome Tibetaanse republiek binnen het staatsverband van de Republiek China.
Er zat wel enige spanning tussen beide financieringen. Een belangrijk deel van de familieclan van de Pandatsang's zag de partij als een instrument om - via een historische omweg - een onafhankelijke staat Kham te stichten. Onafhankelijk van Peking en Nanking, maar even onafhankelijk van Lhasa.
De activiteiten van de partij werden uiteindelijk opgemerkt door de Britten. Die brachten de Tibetaanse regering op de hoogte van het bestaan van de beweging en noemen met name de naam van Rapga daarbij. De Tibetanen eisten daarop de uitlevering van Rapga aan Tibet. Dat bleek niet mogelijk, omdat Ragpa in het bezit was van een Chinees paspoort. Hij werd in 1947 Brits-Indië uitgezet en vertrok daarop naar Shanghai.

## Weer in Kham
Over zijn tijd in Shanghai is weinig bekend. In 1950 verscheen hij in Chamdo, de grensplaats tussen het door de Tibetaanse regering gecontroleerde deel van Kham en de rest van het gebied. Het leger van de Volksrepubliek China had dan al - zonder enige tegenstand van de Khampa's - het overgrote deel van Kham bezet. De verhouding tussen de Khampa's en de regering in Lhasa was op dat moment buitengewoon slecht.
Rapga bood de gouverneur van Chamdo, Ngabo Ngawang Jigme, een aantal Khampa-strijders aan in ruil voor erkenning van de Tibetaanse regering van een onafhankelijk Kham. Ngabo Ngawang Jigme weigerde het aanbod. Na de nederlaag van het Tibetaanse leger bij Chamdo vroeg Ngabo wel aan Rapga om als tussenpersoon de onderhandelingen te starten met het leger van de Volksrepubliek.
Hij vertrok omstreeks 1953 weer naar India en vestigde zich in Kalimpong. Hij was betrokken bij een aantal plannen om groepen Khampa's raids in Tibet te laten uitvoeren en bases op te zetten voor verdere guerrilla-acties tegen Chinese militaire posten.In 1962 werd er een mislukte moordaanslag op hem gepleegd. Hij trok zich daarna terug uit het publieke leven en beperkte zich tot het leiden van een transportbedrijf waar hij de eigenaar van was.